# Lalka (półwysep)
Lalka – półwysep na Jeziorze Łańskim, w woj. warmińsko-mazurskim, gminie Purda.
Teren półwyspu należy do miejscowości Stara Kaletka, nie ma na nim budynków mieszkalnych i budynków z adresem. Na półwyspie Lalka mieści się dawny rządowy ośrodek wypoczynkowy Kormoran.
U podstawy półwyspu znajdowała się osada Lalka (Ramuki Małe), nazwa Ramuki Małe pojawia się w 1879. W roku 1883 opisana jako Lalka lub Kleine-Ramuck, na zachód od miejscowości Nowa Kaletka. W serwisie meyersgaz miejscowość opisana jako Lallka (Kl. Ramuki) kolonia wsi Stara Kaletka. Leśnictwo Lalka przeniesiono w pobliże wsi Chaberkowo.